# Archieparquía de Urmía
La archieparquía de Urmía (en latín: Archieparchia Urmiensis) es una circunscripción eclesiástica de la Iglesia católica en Irán. Se trata de una archieparquía caldea, sede metropolitana de la provincia eclesiástica de Urmía. Desde el 30 de noviembre de 1983 su arzobispo es Thomas Meram. Desde el 25 de octubre de 1930 está unida in persona episcopi a su sufragánea la eparquía de Salmas, por lo que se las reporta y gobierna como archieparquía católica asirio-caldea de Urmía-Salmas.

## Territorio y organización
La archieparquía extiende su jurisdicción sobre los fieles católicos de rito caldeo residentes en la ciudad de Urmía y sus alrededores en el condado de Urmía en la provincia de Azerbaiyán Occidental (en el noroeste de Irán).
La sede de la archieparquía se encuentra en la ciudad de Urmía, en donde se halla la Catedral de Santa María Madre de Dios, consagrada el 4 de junio de 1954.
La archieparquía tiene como sufragánea a la eparquía de Salmas.
En 2020 en la archieparquía existían 4 parroquias y se utilizan para el culto las siguientes iglesias:
- Santa Khanna, en Jamalabad
- Santa María, en Mawana
- Santa María, en Ada
- San Efraim, en Zumalan
- Santa María, en Sangar
- Santa María, en Urmía
- San Givargis, en Gol Pashin
- Sagrado Corazón, en Salmas (en la eparquía de Salmas)
- San Yaghou, en Salmas (en la eparquía de Salmas)
- Santa María, en Gavlan (en la eparquía de Salmas)

## Historia
Según la leyenda la iglesia de Santa María Madre de Dios en Urmía fue fundada por el apóstol Tomás en el lugar donde se dice que los tres Reyes Magos construyeron un santuario al regresar de Palestina. Es posible que la primera capilla se remonte al siglo IV o V.
En el Concilio de Nicea I en 325 estuvo presente el obispo Juan de Ourmi. Aunque no se conocen obispos hasta el siglo XVI, Urmía aparece como sede de un obispado nestoriano (Iglesia del Oriente) en el siglo XIII, cuando se la menciona como sufragánea de los arzobispos de Atropatene (diócesis de Adarbaigan).
Según el historiador caldeo Joseph Tfinkdji, durante la primera unión de la Iglesia caldea con Roma (1553-1662) hubo una serie de arzobispos de Urmía en comunión con la Santa Sede. En 1586 el arzobispo Juan de Urmía figura en la profesión de fe del patriarca Elías V al papa Sixto V.
En el siglo XIX el catolicismo regresó a la región de la mano de misioneros lazaristas. La actual archieparquía fue erigida el 4 de septiembre de 1890. El primer arzobispo, Tomás Audo, murió en 1918 luego de las masacres contra los cristianos en la región. Con él fueron asesinados muchos sacerdotes y fieles, entre ellos Jacques-Emile Sontag, delegado apostólico de Persia y arzobispo latino de Ispahán.
En 1896 la diócesis tenía unos 6000 fieles caldeos, 18 iglesias y capillas, 40 sacerdotes y un seminario diocesano. En 1913 la archieparquía comprendía 21 aldeas o villas con 7800 fieles, 43 sacerdotes, 13 iglesias, 15 capillas, 12 escuelas, 54 estaciones misionales y un seminario diocesano.
Desde el 25 de octubre de 1930 la eparquía de Salmas —sufragánea de Urmía— está unida in persona episcopi a la archieparquía de Urmía.

## Estadísticas
De acuerdo al Anuario Pontificio 2021 la archieparquía tenía a fines de 2020 un total de 1000 fieles bautizados.
| Año                                                                             | Población            | Población | Población      | Sacerdotes | Sacerdotes    | Sacerdotes    | Bautizados por sacerdote | Diáconos permanentes | Religiosos | Religiosos | Parroquias |
| Año                                                                             | Bautizados católicos | Total     | % de católicos | Total      | Clero secular | Clero regular | Bautizados por sacerdote | Diáconos permanentes | Varones    | Mujeres    | Parroquias |
| ------------------------------------------------------------------------------- | -------------------- | --------- | -------------- | ---------- | ------------- | ------------- | ------------------------ | -------------------- | ---------- | ---------- | ---------- |
| 1896                                                                            | 6000                 | ?         | ?              | 40         |               |               | 150                      |                      |            |            | 70 ?       |
| 1913                                                                            | 7800                 | ?         | ?              | 43         |               |               | 181                      |                      |            |            | 13         |
| 1949                                                                            | 3373                 | 400 000   | 0.8            | 12         | 7             | 5             | 281                      |                      | 6          | 12         | 5          |
| 1970                                                                            | 4500                 | 4 000     | 0.1            | 6          | 6             |               | 750                      |                      |            |            | 9          |
| 1980                                                                            | 2150                 | ?         | ?              | 6          | 2             | 4             | 358                      |                      | 6          |            | 1          |
| 1990                                                                            | 2000                 | ?         | ?              | 3          | 3             |               | 666                      |                      |            |            | 2          |
| 1999                                                                            | 1500                 | ?         | ?              | 4          | 3             | 1             | 375                      |                      | 1          | 4          | 2          |
| 2000                                                                            | 1500                 | ?         | ?              | 4          | 3             | 1             | 375                      |                      | 1          | 4          | 2          |
| 2001                                                                            | 1500                 | ?         | ?              | 4          | 3             | 1             | 375                      |                      | 1          | 5          | 2          |
| 2002                                                                            | 1500                 | ?         | ?              | 3          | 3             |               | 500                      |                      |            | 5          | 2          |
| 2003                                                                            | 1500                 | ?         | ?              | 3          | 2             | 1             | 500                      |                      | 1          | 5          | 6          |
| 2004                                                                            | 1500                 | ?         | ?              | 3          | 2             | 1             | 500                      |                      | 1          | 5          | 3          |
| 2009                                                                            | 1350                 | ?         | ?              | 4          | 3             | 1             | 337                      |                      | 1          | 5          | 4          |
| 2010                                                                            | 1350                 | ?         | ?              | 4          | 3             | 1             | 337                      |                      | 1          | 5          | 4          |
| 2014                                                                            | 1350                 | ?         | ?              | 4          | 3             | 1             | 337                      |                      | 1          | 6          | 4          |
| 2017                                                                            | 1350                 | ?         | ?              | 4          | 3             | 1             | 337                      |                      | 1          | 2          | 4          |
| 2020                                                                            | 1000                 | ?         | ?              | 2          | 2             |               | 500                      |                      |            | 2          | 4          |
| Fuente: Catholic-Hierarchy, que a su vez toma los datos del Anuario Pontificio. |                      |           |                |            |               |               |                          |                      |            |            |            |

## Episcopologio
- Juan † (1560-1569?)
- José † (1589-1611?)
- Jesu Yab † (1611-1616)[nota 2]
- Abraham † (1616-1647?)

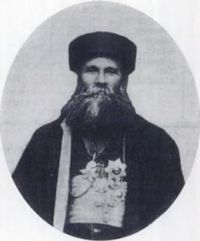
Obispo Tomás Audo (1892-1918)

- Tomás Audo † (4 de septiembre de 1892-27 de julio de 1918 falleció)
- Isaac-Jesu-Yab Khoudabache (Koudabache) † (6 de octubre de 1930-8 de agosto de 1939 falleció)
- Abel Zayia (Zaya) † (6 de diciembre de 1939-18 de marzo de 1951 falleció)
- Zaya Dachtou † (14 de julio de 1951-15 de agosto de 1972 falleció)
- Samuel Chauriz † (1 de mayo de 1974-14 de junio de 1981 falleció)
- Tomás Meram, desde el 30 de noviembre de 1983